# Северное Чертаново (микрорайон)
Микрорайон «Северное Чертаново» (экспериментальный жилой район «Чертаново Северное», ЭЖРЧС; ранее — Образцово-Перспективный Жилой Район, ОПЖР) — комплекс жилых зданий повышенной комфортности в районе Чертаново Северное Южного административного округа Москвы. Возведён в 1975—1982 годах по проекту инженера Льва Дюбека, архитекторов М. В. Посохина, А. Г. Шапиро, Ю. П. Иванова, Б. И. Малярчука, В. Н. Логвинова, Л. В. Мисожникова, А. Кеглер, В. Уборевича-Боровского, В. Дадьи, В. Пасенко и др.
В микрорайоне используется сквозная нумерация домов, в которой встречаются трёхзначные корпуса (№ 2, корп. 201—207; № 5, корп. Д, стр. 1; № 8, корп. 831—834; корп. 805—823, стр. 4). Корпус 207 обозначает дом 2, подъезд 7.

## История создания
При создании жилого района использовались передовые строительные технологии того времени и был опробован ряд архитектурных и инженерных идей, которые, как предполагалось, должны были коренным образом изменить образ современного города.
Впервые в отечественной практике планировка квартир в домах предполагалась свободной, для чего перегородки внутри квартир делались облегчёнными. Все проезды внутри микрорайона были сделаны подземными, при этом под каждым жилым домом были устроены подземные автостоянки из расчёта один автомобиль на три квартиры, что по нормам того времени было избыточно, при этом въезд на территорию подземных стоянок осуществлялся через помещение автомойки. Часть улицы, опоясывающей район, также была заключена в тоннель, над которым разместились пешеходные аллеи.
Планировалось внедрение принципиально новой системы отопления зданий, позволяющей автоматически изменять температуру помещений соответственно изменениям температуры воздуха на улице: для этого на зданиях должны были быть установлены специальные датчики. Также была создана уникальная в практике отечественного жилищного строительства система пневматического пыле- и мусороудаления.
Квартиры в жилых домах предполагалось сдавать со встроенной мебелью и полностью оборудованными кухнями.
Все секции в каждом корпусе были соединены отапливаемыми холлами на первом этаже, в результате чего из одного конца микрорайона стало возможно пройти в другой конец, практически не выходя на улицу. При этом предприятия торговли и бытового обслуживания устраивались по принципу «всё в доме», то есть входы в них были расположены в вестибюлях жилых домов.
По первоначальному проекту планировалось сооружение 3-х комплексов домов в 12—14 этажей. Между комплексами планировалось разместить 20-этажные жилые дома по индивидуальным проектам, а также возвести два дома высотой в 30 этажей, которые являлись бы архитектурными доминантами микрорайона. Все жилые здания проектировались каркасно-панельными. Планировалось возведение двух школ, трёх детских садов и торгового центра по перспективным проектам.
В процессе строительства в проект района были внесены некоторые изменения. Так, входившие в первоначальный вариант проекта высотные дома по индивидуальным проектам были заменены на 24-этажные дома, которые являлись модифицированной версией типовой серии П-22. По индивидуальным проектам были выполнены только один детский сад, одна из школ и спортивный комплекс; остальные здания, в том числе здание универсама, были возведены по типовым проектам того времени.
Торговый комплекс был возведён только до уровня коробки и не закончен. За 2005—2009 годы на его месте был построен жилой комплекс «Авеню 77».
Система отопления с автоматическими датчиками температуры так и не была создана, вместо неё строители ограничились лишь терморегуляторами батарей, что в то время тоже было новинкой.
В дальнейшем предполагалось возведение подобных жилых комплексов и в других районах Москвы (в частности, в Крылатском и в Зеленограде). Позднее руководство города отказалось от этой идеи, и в Москве было построено только одно жилое здание, подобное зданиям Образцово-перспективного жилого района, — Чазовский дом на углу Рублёвского шоссе и Осенней улицы.
Часто считается, что микрорайон Северное Чертаново должен был стать Олимпийской деревней на время проведения Олимпиады 1980, однако это не так. Техническое задание на проектирование микрорайона было составлено ещё в 1972 году, к строительству приступили спустя два года, а городом проведения Олимпиады Москва была выбрана только в 1975.
- Справа — школа  № 1158 (бывш. СОШ № 550) и спортивный комплекс «Чертаново», слева — жилой комплекс 6.
- Комплекс 7, высотные дома серии П-22.
- Дом 1а (на заднем плане) — ТРК «Авентура», дом 1а корп. 1 (на переднем плане) - офис Qiwi-банка

## Известные жители
- Виктор Пелевин [4]

## В искусстве
Необычные дома и большие открытые территории привлекают кинематографистов для съёмок фильмов, сцен сериалов, видеоклипов, а также рекламных и социальных роликов.
- Фитиль № 96 «Оптический обман» (1980)
- Просто ужас! (1982)
- Петля (1983)
- Июнь, Москва, Чертаново… (1983)
- Ночной экипаж (1987)
- Клуб женщин (1987)
- Осень, Чертаново… (1988)
- Такси-блюз (1990)
- День любви (1990)
- Яды, или Всемирная история отравлений (2001)
- Живой (2006)
- Хоттабыч (2006)
- Горячие новости (2009)
- Выжить после (сериал, 2013—2016)
- Закон каменных джунглей (сериал, 2014)
- Ольга (телесериал, 2016)
- Коробка (2016)
- Притяжение (2017)
- Аутло (2019)
- Трудные подростки (телесериал, 2019)
- 257 причин, чтобы жить (сериал, 2020)
- Водоворот (сериал, 2020)
- Пробуждение (сериал, 2021)
- Сто лет тому вперёд (фильм, 2024)[5]